# Acetat de amoniu
Acetatul de amoniu este o sare a acidului acetic, cu formula chimică CH3COONH4. Este un solid alb, higroscopic și solubil în apă, care poate fi obținut prin reacția dintre amoniac și acid acetic.

## Utilizări
Acetatul de amoniu este principalul precursor pentru producerea acetamidei:
NH4CH3CO2  →  CH3C(O)NH2  +  H2O
De asemenea, mai este utilizat pentru proprietățile sale diuretice.